# René Faye

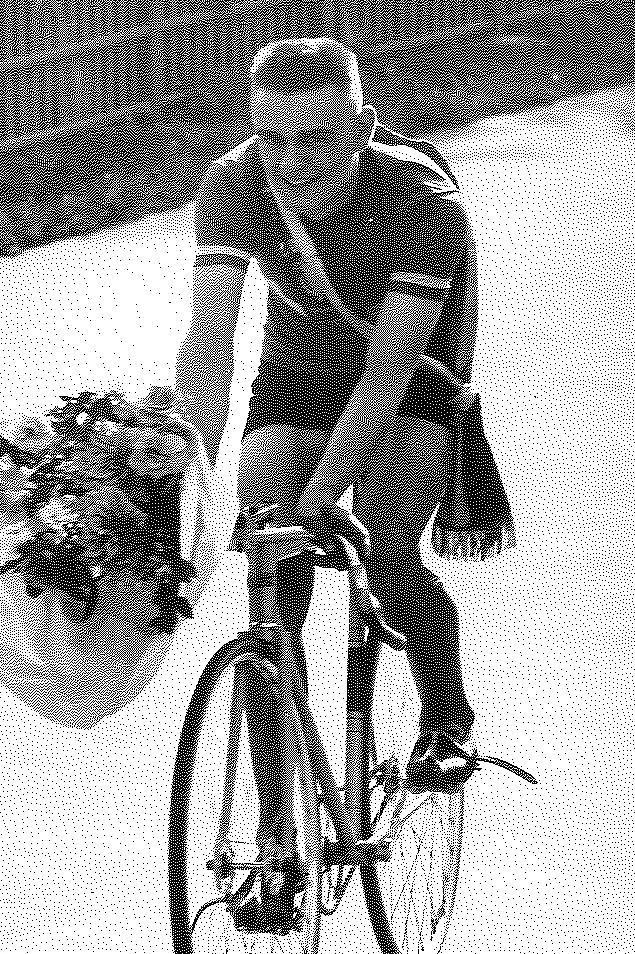
René Faye

René Faye (* 20. Dezember 1923 in Champagnac-la-Rivière; † 8. Januar 1994 in Le Port-Marly) war ein französischer Radrennfahrer.

## Sportliche Laufbahn
Faye war Teilnehmer der Olympischen Sommerspiele 1948 in London. Im Tandemrennen gewann er mit seinem Partner Gaston Dron die Bronzemedaille hinter Ferdinando Terruzzi und Renato Perona aus Italien. Er siegte 1947 im Grand Prix de Paris im Sprint für Amateure, einem traditionsreichen Sprint-Wettbewerb im Bahnradsport. 1948 wurde er beim Sieg von Émile Lognay Dritter des Wettbewerbes.